# Zakaria Moumni
 (février 2015).
Si vous disposez d'ouvrages ou d'articles de référence ou si vous connaissez des sites web de qualité traitant du thème abordé ici, merci de compléter l'article en donnant les références utiles à sa vérifiabilité et en les liant à la section « Notes et références ».
 (février 2015).
Zakaria Moumni  (en arabe : زكرياء مومني) est un boxeur franco-marocain né le 4 février 1980 à Rabat (Maroc).
En 1999 à Malte, il est sacré champion du monde de kickboxing (light-contact), une discipline dérivée de la boxe thaïlandaise.
À partir de 2010, il est au centre d'une affaire juridique controversée. Il est appréhendé à l’aéroport de Rabat pour escroquerie selon les dires du gouvernement marocain. Selon ses propos, il est enlevé et torturé pendant quatre jours au centre de Témara. À l’issue d’un procès dénoncé par lui-même et la FIDH, il est condamné à 30 mois de prison ferme. Il bénéficie d’une grâce royale au bout de 18 mois. Dès lors, il n' a qu'une idée en tête : sa réhabilitation et la condamnation de ceux qu'il accuse de l'avoir torturé.

## Biographie

### Enfance et formation
Né en 1980, Zakaria Moumni grandit dans le quartier populaire de Takaddoum à Rabat. 

### Début de carrière
Il s'illustre en 1999 en remportant à Malte, sous les couleurs marocaines, le championnat du monde WKA de kick boxing (light-contact) senior -68 kg. Il est alors le seul marocain et le seul ressortissant du monde arabe et d'Afrique à se hisser à ce niveau dans ce championnat du monde sénior, comme en témoigne le classement mondial. 
En 2007, Zakaria Moumni quitte le Maroc pour la France.
Zakaria Moumni a participé à divers galas nationaux et internationaux amateurs et pro dans différentes catégories −57 kg -63 kg -67 kg -68 kg -71 kg -75 kg et -81 kg, et disciplines : semi contact, light-contact, full contact, kickboxing, et muay thai (boxe thaïlandaise). À 19 ans (catégorie -68 kg), il est médaillé d'or lors du Championnat du monde de kickboxing (light-contact) organisé par la WKA en 1999 à Malte. Ce titre est toutefois contesté dans un communiqué par la Fédération royale marocaine, qui affirme que Zakaria Moumni ne dispose d’aucun certificat lui conférant la qualité de champion du monde professionnel, en se référant au champion d'une autre fédération, la WAKO. Au championnat du monde de kickboxing en 2000, en République tchèque, il finit 4e. Il est 4e au Championnat du monde de kickboxing en 2000, en République tchèque (à la suite d'une blessure au coude).La Fédération marocaine l'empêche ensuite de participer aux championnats mondiaux[réf. nécessaire].
Il est vainqueur d'un Championnat international pro de ultimate fighting (combat libre dans les cages) en 2008 à Amsterdam, et d'un gala international la même année à Prague. Il devait ensuite représenter le Maroc au Championnat du monde de boxe thaïlandaise à Édimbourg en Écosse, avant que ne survienne sa détention[réf. nécessaire]. En avril 2013, un an après sa libération, il est vainqueur d'un gala international de boxe thaïlandaise le 27 avril 2013 organisé par Olimpboxe Muay Thaï Belgium Team (Namur et Andenne), en Belgique, combat du gala international de boxe thaïlandaise. Zakaria Moumni s'entraîne avec son coach, Jean-Charles Skarbowsky, ex-champion du monde de muay-thaï.

## Polémiques et accusations

### Statut de fonctionnaire
En tant que champion du monde, Zakaria Moumni tente de faire valoir son droit à accéder au poste de conseiller sportif auprès du  ministère de la Jeunesse et des Sports marocain, en se basant sur le dahir royal no 1194-66 du 9 mars 1967. Le dahir en question dispose en effet que les ressortissants marocains ayant remporté un titre de champion du monde pourraient prétendre à ce poste. Ce poste lui est refusé mais, devant son insistance, en 2006, le roi lui fait octroyer deux licences de taxi, l’une à son nom, l’autre à celui de son père. Zakaria Moumni continue toutefois à réclamer son poste de fonctionnaire : en janvier 2010, il manifeste devant la résidence royale de Betz, en région parisienne, avant de se faire interpeller par la police.

### Accusations d'escroquerie
Le 27 septembre 2010, Zakaria Moumni est appréhendé par la police à l’aéroport de Rabat à la suite d’une plainte pour escroquerie et usurpation de titre déposée contre lui par deux citoyens marocains. Selon sa version, il a été enlevé et séquestré au centre de torture de Témara pour y être torturé puis condamné à 36 mois de prison en première instance lors d'un procès jugé « inique » et « monté de toutes pièces » par plusieurs ONG.
Son procès a lieu le 30 septembre. À l'issue de ce procès, le boxeur est condamné en octobre 2010 pour escroquerie, des faits contestés par la défense mais aussi par diverses associations de défense des droits de l'homme au Maroc et internationales.
Le 4 février 2012 au matin, Zakaria Moumni est libéré. Il sort de la prison Zaki de Salé après 18 mois de détention, gracié par le roi.

### Plaintes envers Mounir Majidi
Le 21 février 2012, lors de la conférence de presse donnée au siège de la Fédération internationale des ligues des droits de l'homme (FIDH), à Paris, Zakaria Moumni accuse directement Mounir Majidi, le secrétaire particulier du roi Mohammed VI, du traitement qui lui a été administré et demande ouvertement audience au roi, afin de « lui raconter directement ce qu'il a subi ». 

### Plaintes envers Abdellatif Hammouchi
Le 21 février 2014, Zakaria Moumni dépose une plainte auprès du procureur du pôle spécialisé Crimes contre l’humanité, Crimes de guerre et Génocide du tribunal de grande instance de Paris pour torture visant Abdellatif Hammouchi, le directeur général de la DGST, la police politique marocaine, et Mounir Majidi, secrétaire particulier du roi comme commanditaire. Cette plainte participe avec d'autres à la convocation de l'ambassadeur du Maroc en France, ce qui entraîne un incident diplomatique entre les deux pays. 
En avril 2014, l'ex ministre marocain de l'Intérieur Mohand Laenser reconnaît, dans le quotidien marocain Akhbar Elyaoum, avoir bien eu plusieurs contacts téléphoniques avec le boxeur et a ajouté que Moumni était filmé par des membres du renseignement marocain durant les négociations à Rabat. Le 9 avril 2014 un rapport de la CIA de 6 600 pages confirme l'existence du centre de torture de Temara où Zakaria dit avoir été torturé.
Le 9 juin 2014, le ministère de l'Intérieur marocain annonce abandonner la plainte en France pour allégations mensongères contre Zakaria Moumni au profit d'une plainte déposée au Maroc.
Par la suite, Zakaria Moumni se plaint d'être l'objet de diverses menaces de mort et de chantage,,.
Le 25 novembre 2014 Zakaria Moumni dépose une main courante pour menaces et intimidation à la suite du chantage qui aurait été exercé contre lui pour le retrait de ses plaintes avec un montage photographique pornographique et la visite d'un inconnu se présentant à son domicile. Ses avocats, maître Patrick Baudouin et maître Clémence Bectarte, déposent plainte le 2 décembre 2014 au parquet de Nanterre pour menace, intimidation et atteinte à l'intimité de la vie privée,. En juin 2016, Zakaria Moumni dépose une nouvelle plainte pour tentative d'assassinat, à Nancy.
Le procès finalement tenu au Maroc en 2016 se solde par une condamnation de Zakaria Moumnir pour diffamation envers Mounir Majidi.
En 2013 et 2014, Zakaria Moumni interpelle plusieurs personnalités pour les alerter sur son cas et demander justice : Barack Obama, John Kerry, Ban Ki-moon, Navanethem Pillay (haut commissaire des Nations unies pour les droits de l'homme). Le 29 juin, Zakaria Moumni témoigne à l'assemblée générale d'Amnesty International devant 450 militants, à Saint-Brieuc. Le 8 décembre 2014, dans le cadre de la campagne Stop Torture d'Amnesty International, Zakaria Moumni, témoigne à une conférence à la faculté de lettres et sciences humaines de Nancy.
Le 11 janvier 2015 à l'occasion du grand rassemblement place de la République qui s'est tenu à Paris en soutien aux victimes des attentats terroristes, Zakaria Moumni exprime sa solidarité avec les familles des victimes, son soutien à la liberté d'expression et à la liberté de la presse. Il condamne aussi fermement une nouvelle fois, sur I-Télé et BFM TV ,, les pratiques visant à réprimer au Maroc les libertés et l'hypocrisie de la présence annoncée (finalement annulée) du ministre marocain des Affaires étrangères au côté des dirigeants internationaux. Le Maroc, rappelle le boxeur, est un pays qui censure, enlève, et torture ses propres citoyens et n'a donc pas sa place dans la marche[style à revoir]. Les autorités marocaines contestent ces accusations, et parlent de manipulations et chantages qui auraient été menés par Zakaria Moumni en vue d’obtenir le poste de conseiller qu’il convoite ; elles portent plainte pour diffamation auprès de la justice française,.
Le 23 janvier 2015, le ministre marocain des Affaires étrangères, Salaheddine Mezouar s'apprête à se rendre à Paris pour rencontrer son homologue français Laurent Fabius en vue d'un éventuel rapprochement. Mais la connaissance d'un débat télévisé au même moment sur France 24 entre Tarek Atlati, le président du Centre marocain des études stratégiques de Rabat, et Zakaria Moumni, le convainc d'annuler sa venue.
En 2015, Zakaria Moumni retrace sa version des différents points dans un livre, L’Homme qui voulait parler au roi.

### Enquête du parquet de Paris
Le parquet de Paris a dénoncé le 27 mars 2015 à la justice marocaine des faits de torture présumés qui auraient été commis au Maroc à l'encontre de Zakaria Moumni, sur ordre du patron du renseignement marocain Abdellatif Hammouchi. Selon les avocats du Maroc, la dénonciation officielle du parquet « ne signifie en rien une quelconque confirmation du bien-fondé des allégations de Zakaria Moumni ». Il ressort des investigations « qu'il existe une ou plusieurs raisons plausibles de présumer » que des infractions relevant de la torture « ont été commises et peuvent être retenues », écrivent de leur côté les enquêteurs, dans la synthèse de leurs investigations consultée par l'AFP. À leurs yeux, les expertises médicales et psychologiques sur Zakaria Moumni « indiquent que les propos rapportés par la victime sont en cohérence avec la plainte déposée ». Lors de son audition le 23 avril 2014, Zakaria Moumni a affirmé « que ses tortionnaires obéissaient aux ordres donnés par Abdellatif Hammouchi lui-même agissant sur directives » d'un haut responsable de l'entourage du roi, qu'il cite, selon les conclusions des enquêteurs. Le parquet a donc renvoyé la balle aux Marocains. Sa dénonciation officielle vise, selon le Quai, « à solliciter une autorité judiciaire étrangère pour poursuivre l'instruction d'une affaire, sans que le juge français ne soit pour autant dessaisi ». Faute de réponse marocaine, la justice française peut donc décider de reprendre la main,.
En juin 2022 il obtient le statut de réfugié politique. Il devient alors le seul français à obtenir ce statut au Canada.[réf. nécessaire]